# 巴克塔普尔王宫广场

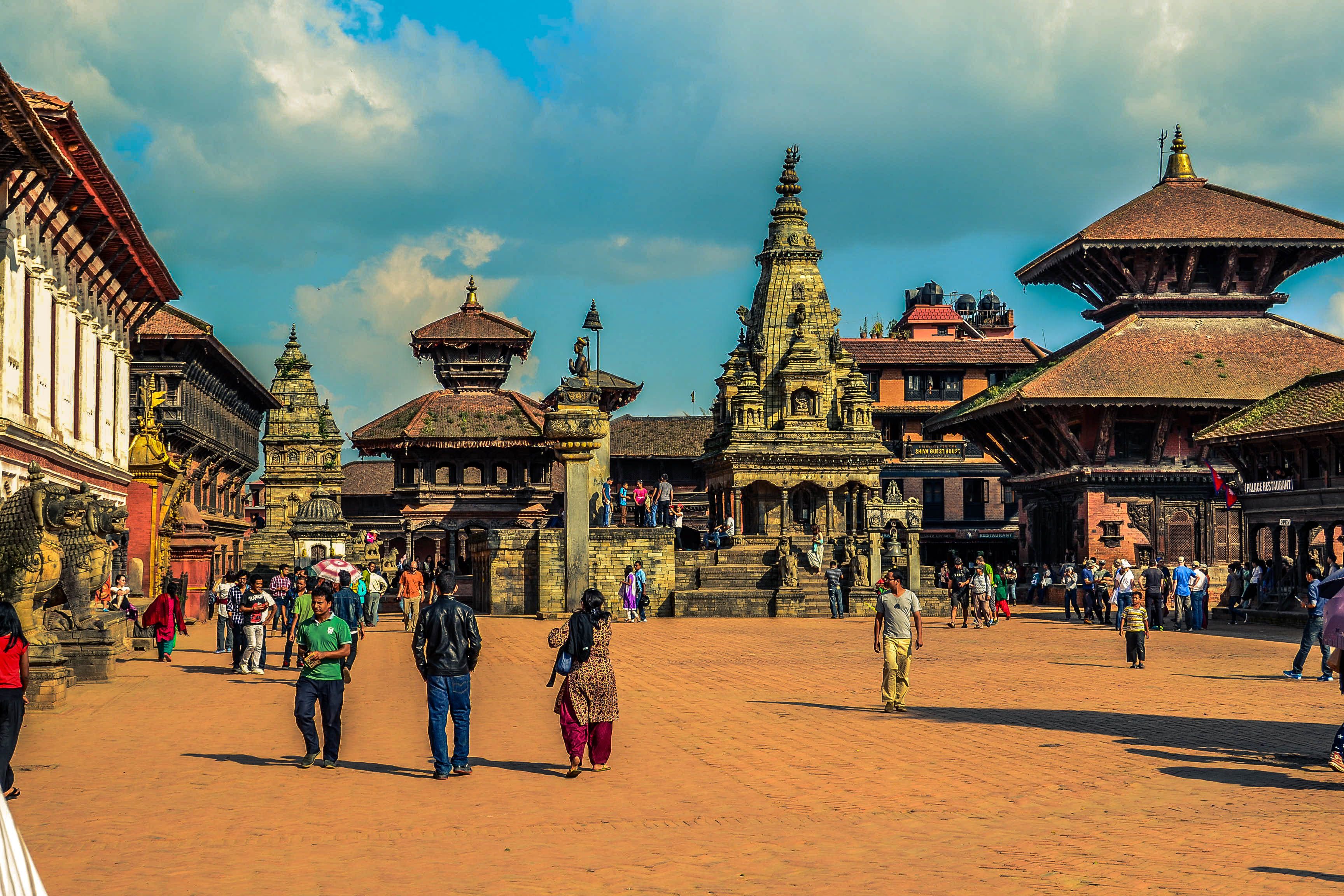
2014年的巴克塔普尔王宫广场

巴克塔普尔王宫广场（英語：Bhaktapur Durbar Square），位于尼泊尔巴克塔普尔，是加德满都谷地的三处王宫广场之一。

## 简介
巴克塔普尔王宫广场位于巴克塔普尔的旧王宫前。巴克塔普尔是尼泊尔三座古代王城之一（其他两座是加德满都、帕坦）。巴克塔普尔王宫广场海拔1400米。巴克塔普尔王宫广场地处加德满都以东13公里处。巴克塔普尔王宫广场上有许多寺庙及其他建筑。这个广场由至少四个广场组成：王宫广场（Durbar Square）、陶马迪广场（Taumadhi Square）、达塔特里亚广场（Dattatreya Square）、陶器广场（Pottery Square）。
1979年，巴克塔普尔王宫广场作为加德满都谷地的组成部分，被联合国教科文组织列为世界遗产。

巴克塔普尔王宫广场
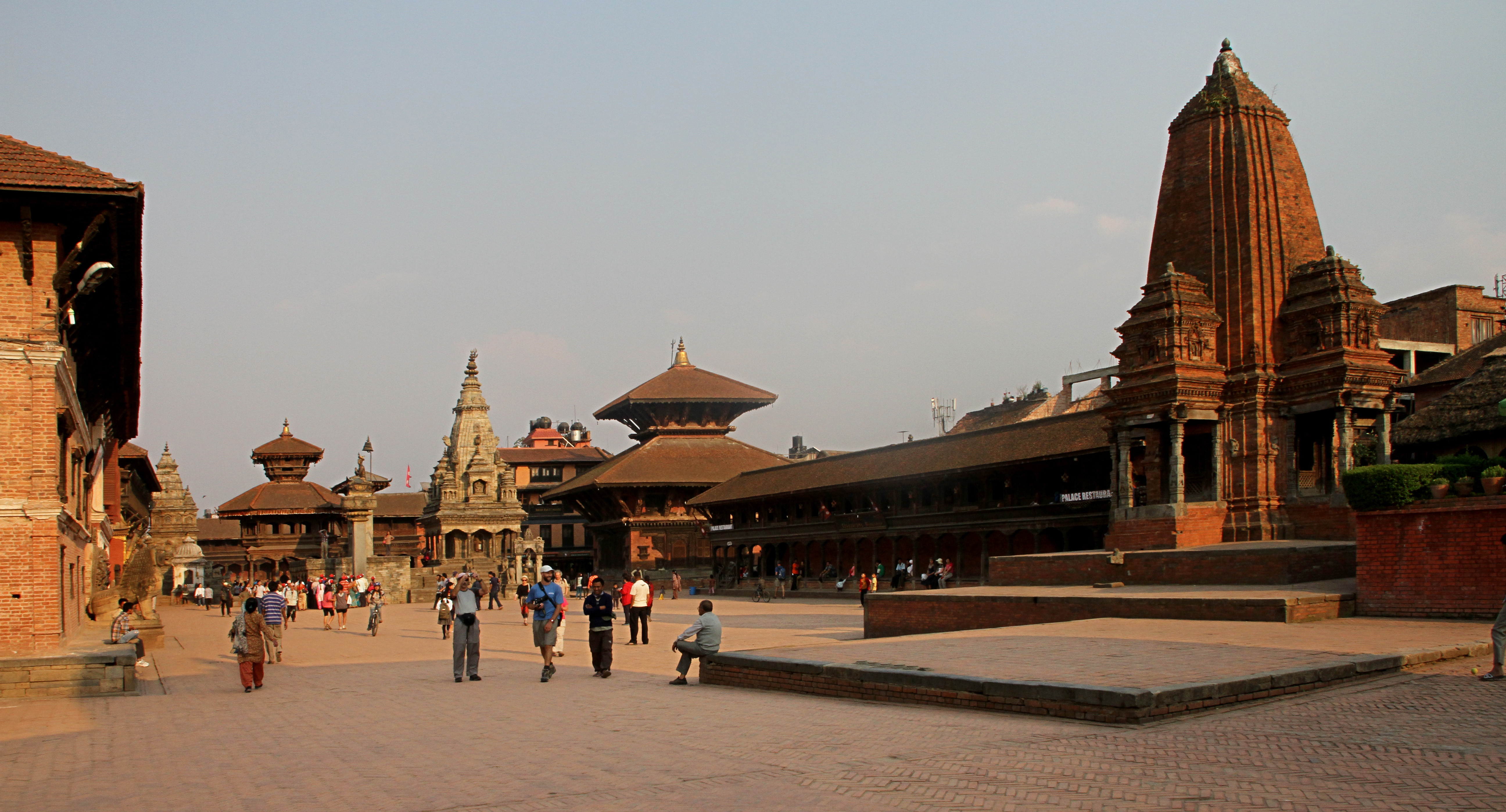
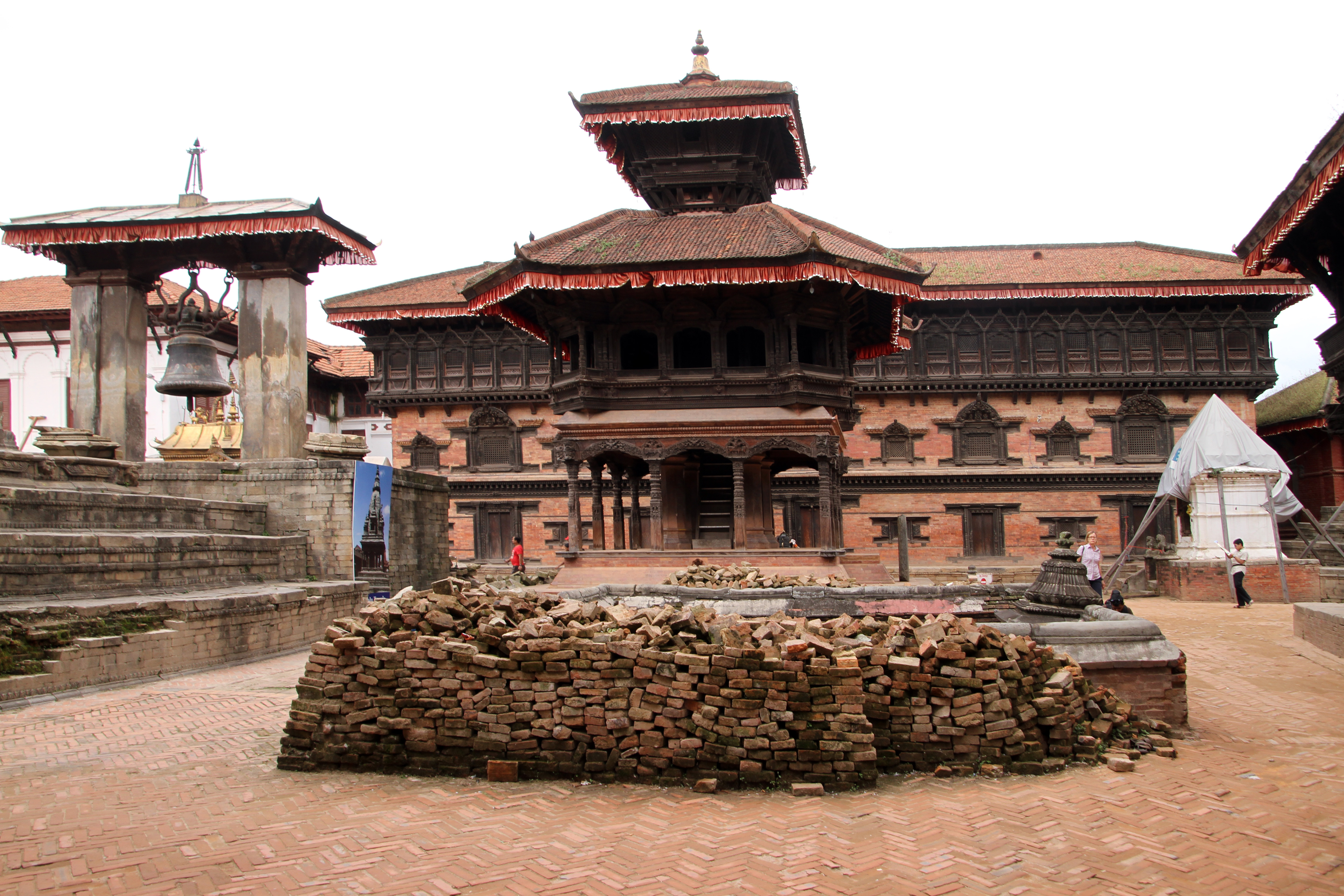
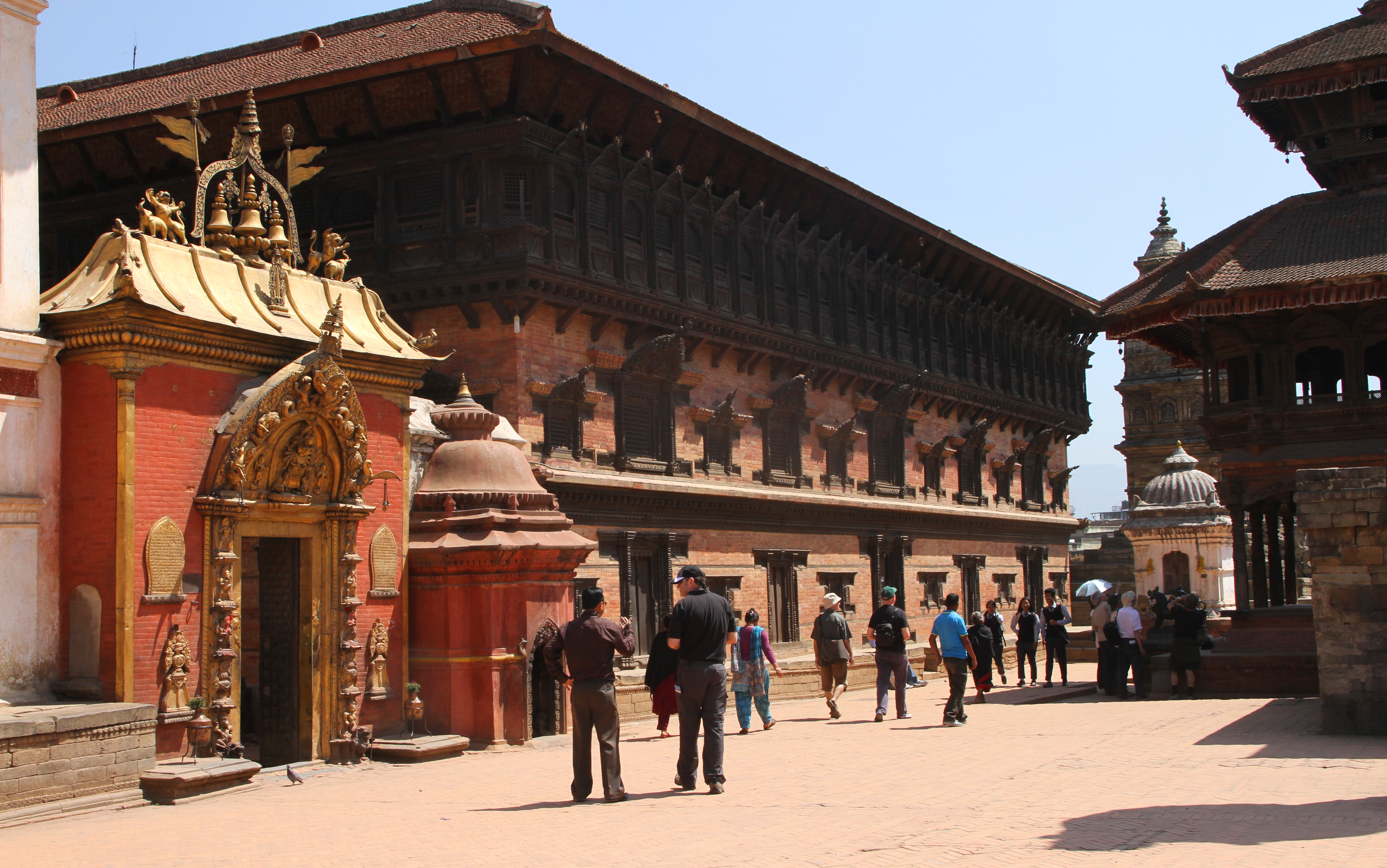
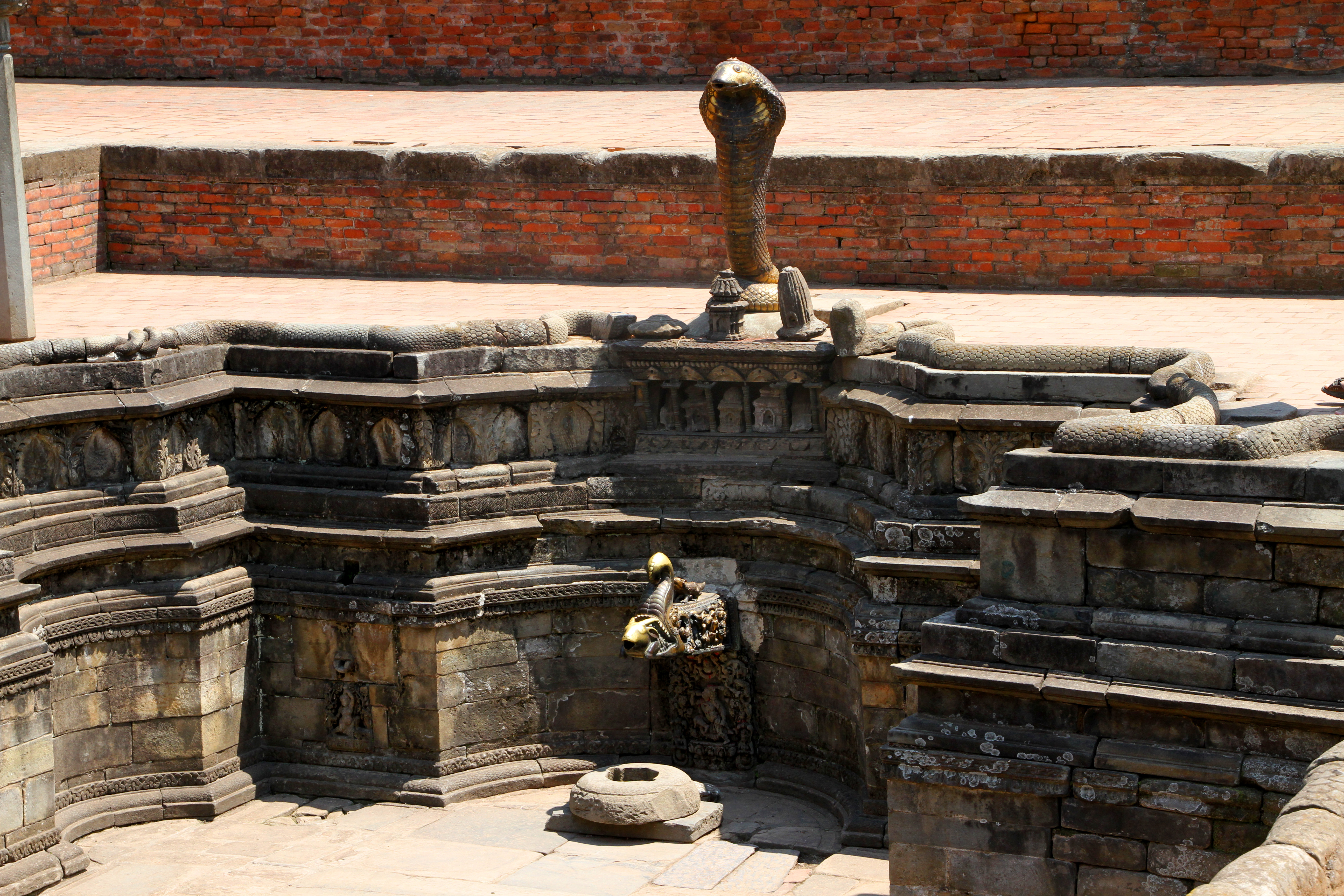
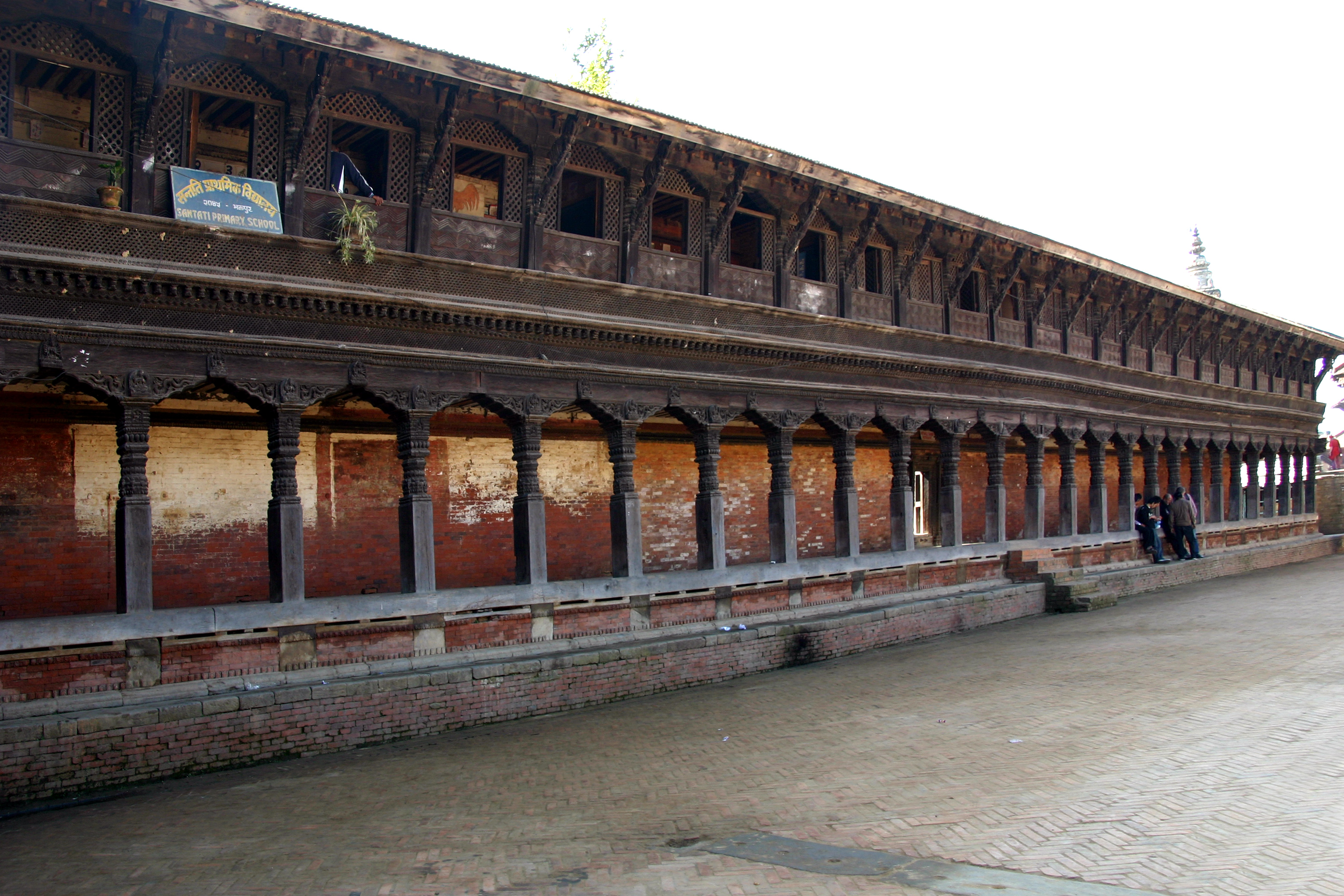
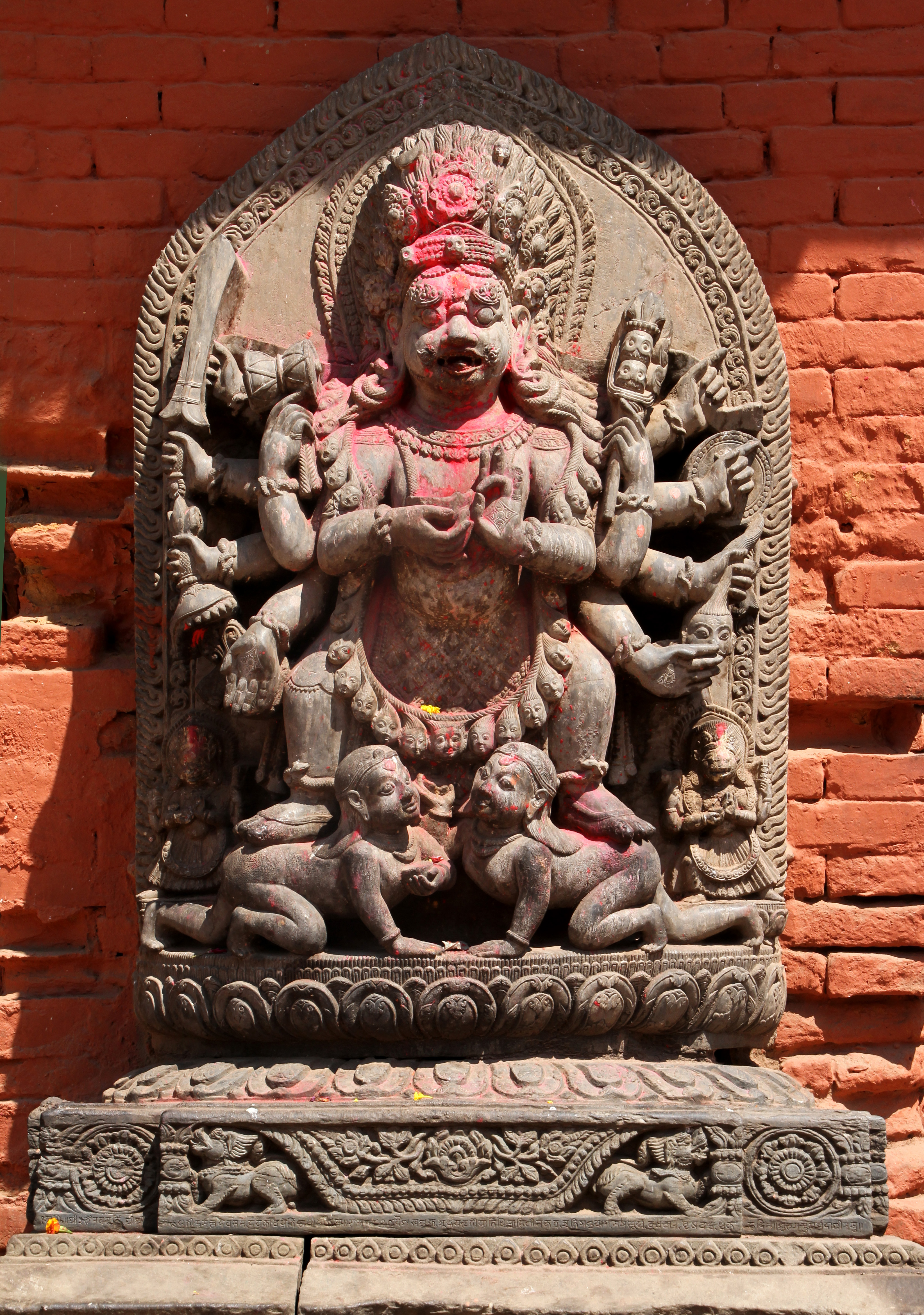
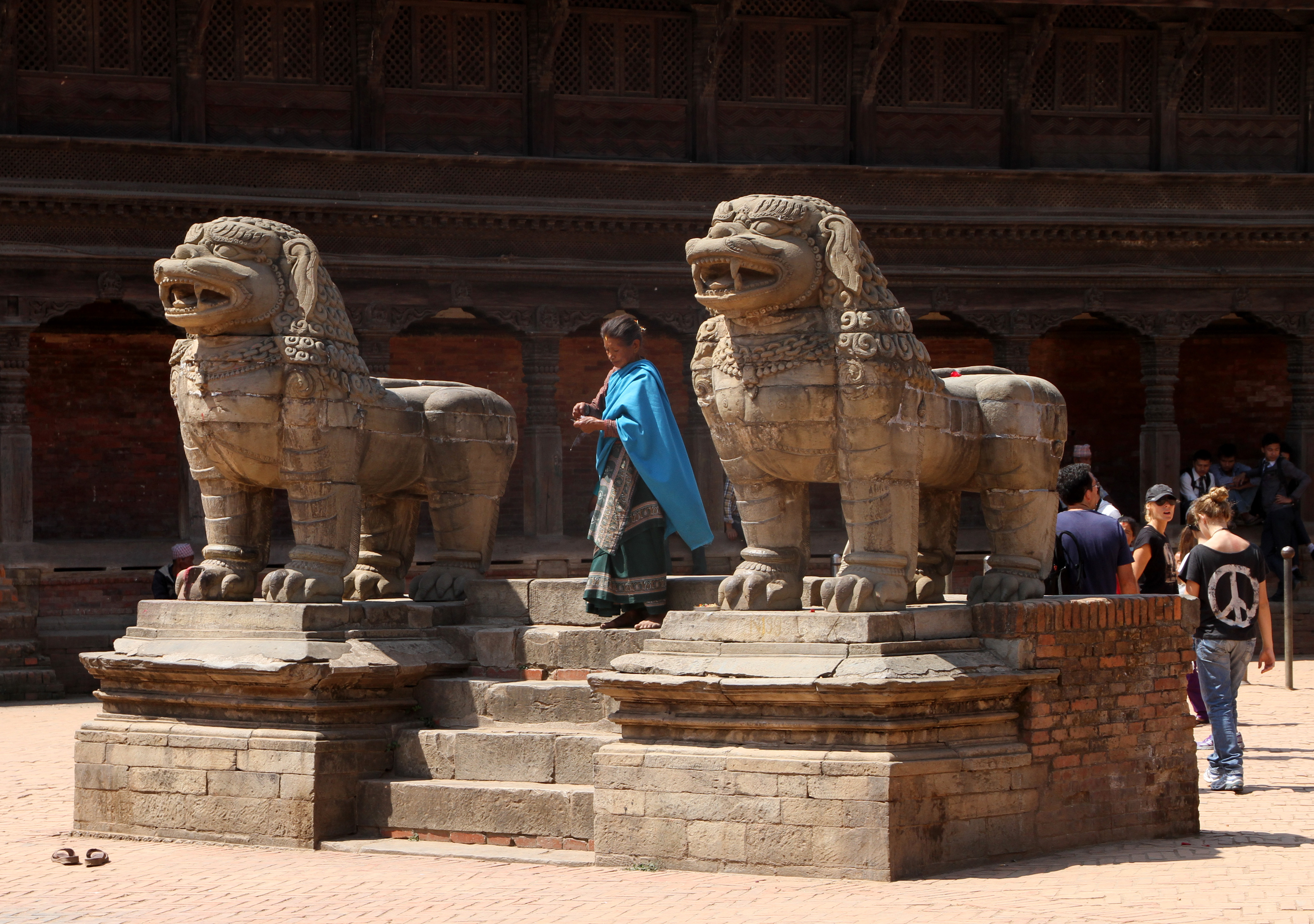
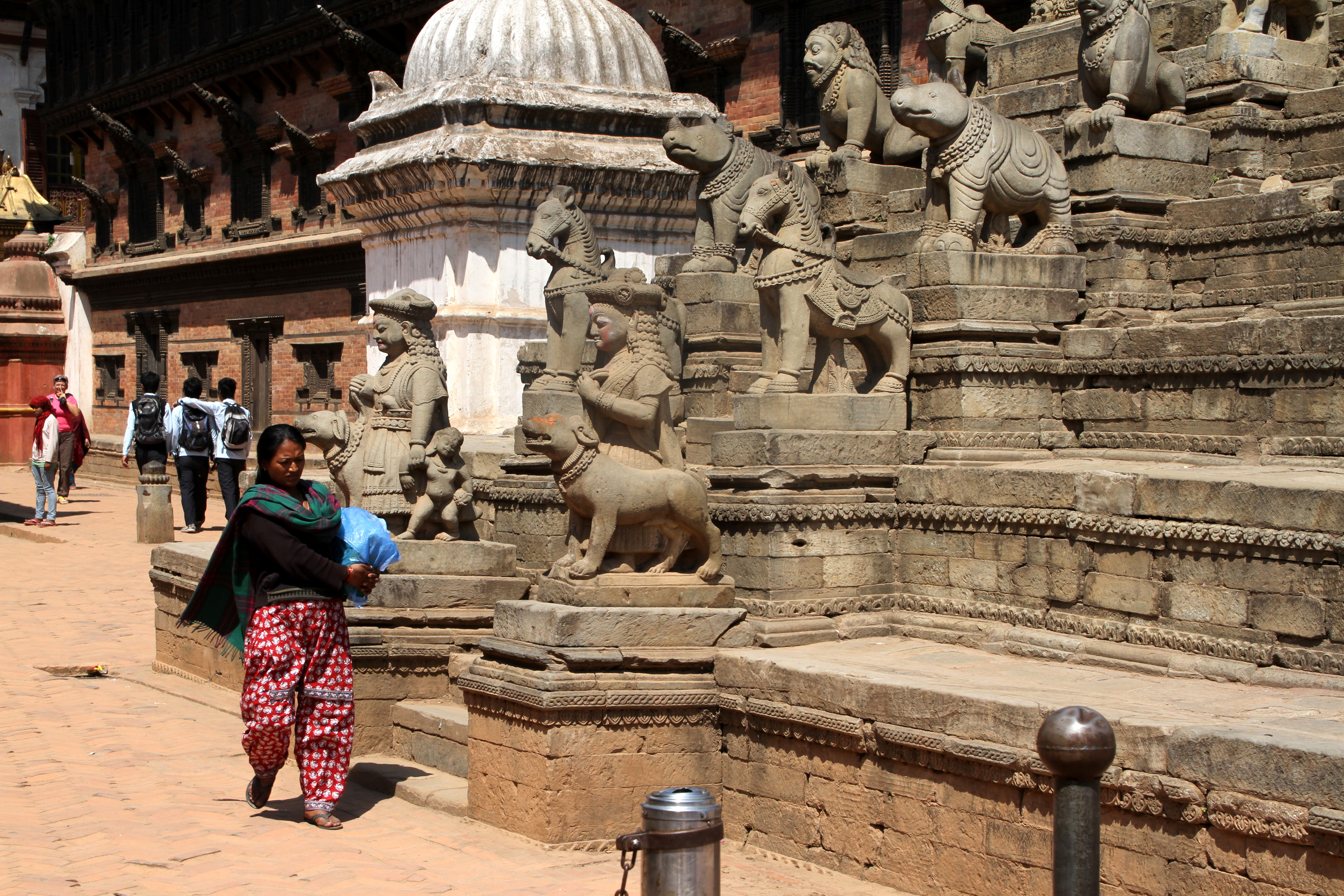